# 모르몬 태버내클 합창단

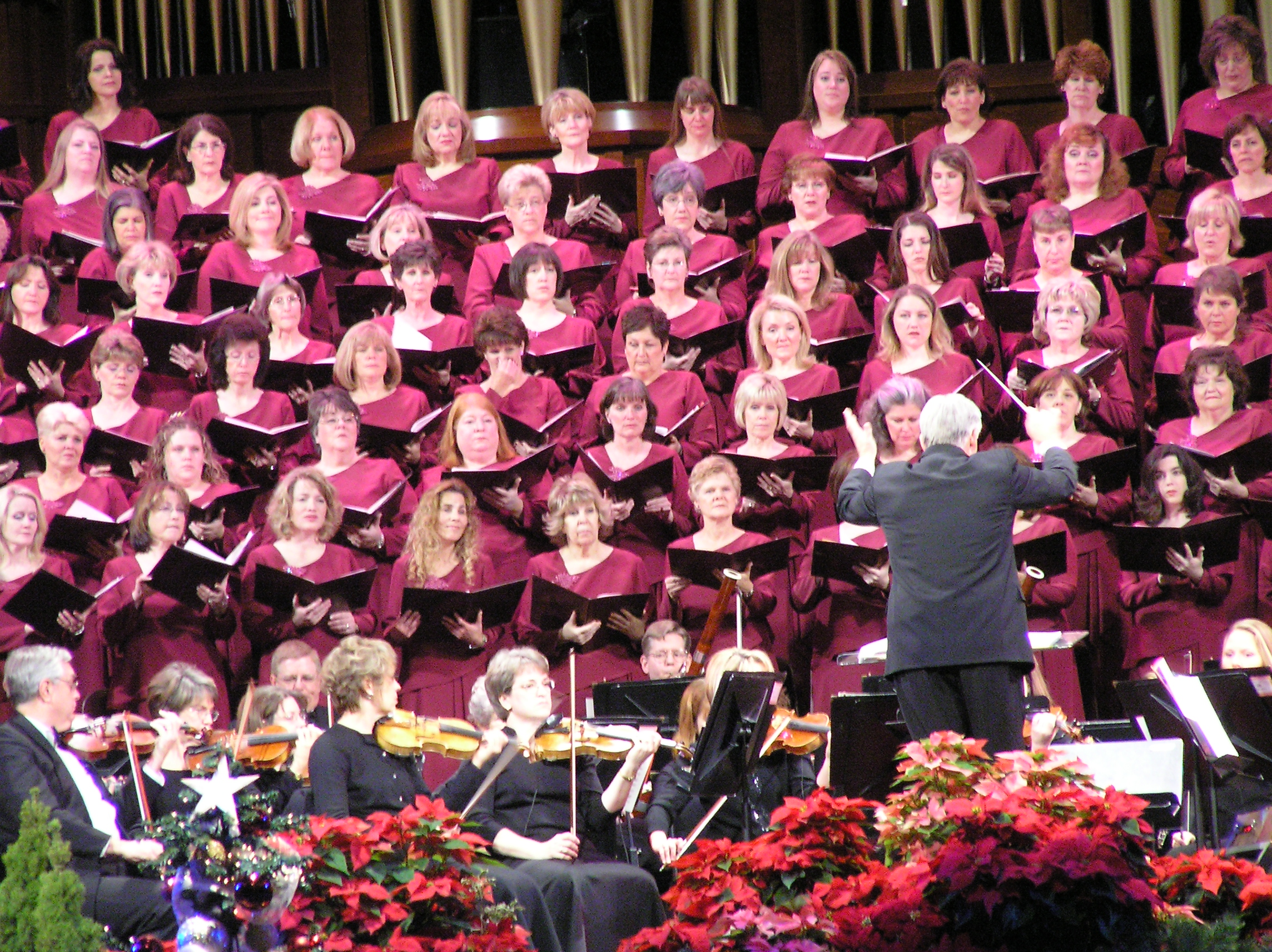
2005년 공연 모습

태버내클 합창단(Tabernacle Choir)은 미국의 합창단이다. 예수 그리스도 후기성도 교회의 후원을 받는다.
미국의 유타주 솔트레이크시티에 8천명을 수용할 수 있는 예수 그리스도 후기성도 교회의 대예배당이 있다. 파이프 오르간을 설치한 이 대예배당은 1853년에 거액을 투자하여 건설된 것으로,  태버내클 합창단은 이 대예배당에 소속된 합창단이다. 단원수는 남녀 합하여 375명이며 전원이 무보수로 합창단 활동을 한다. 종교음악에서 민요까지 다양한 음악을 노래하지만 종교음악을 중심으로 활동한다.
예수 그리스도 후기성도 교회 개척자들이 솔트레이크 계곡에 들어온 다음 달인 1847년 8월에 설립되었다. 1929년부터 CBS가 배포하는 라디오 프로그램 《Music and the Spoken Word》에 정기적으로 출연한다. 유진 오르만디는 이 합창단을 특히 좋아하여 필라델피아 관현악단의 정기연주회 등에서 이 합창단을 잘 이용하였다. 로널드 레이건 미국 전 대통령은 이들을 'America's Choir'(미국의 합창단)이라고 부르기도 했다.